# Lucy, Seine-Maritime
Lucy là một xã thuộc tỉnh Seine-Maritime trong vùng Normandie miền bắc nước Pháp.

## Dân số
| 1962                                 | 1968 | 1975 | 1982 | 1990 | 1999 | 2006 |
| ------------------------------------ | ---- | ---- | ---- | ---- | ---- | ---- |
| 298                                  | 303  | 247  | 219  | 179  | 144  | 167  |
| Từ năm 1962: Dân số không tính trùng |      |      |      |      |      |      |